# آیبا
آیبا (اسلوونیایی: Ajba) یک منطقهٔ مسکونی در اسلوونی است که در Goriška, Slovenian Littoral واقع شده‌است.

## خصوصیات
آیبا ۲٫۹۶ کیلومترمربع مساحت و ۹۲ نفر جمعیت دارد و ۱۶۶٫۱ متر بالاتر از سطح دریا واقع شده‌است.